# Alfred Kordelin
Alfred Kordelin (né le 6 novembre 1868 a Rauma et mort le 7 novembre 1917 à Hausjärvi) est un homme d'affaires et mécène finlandais.

## Biographie
Alfred Kordelin est le fils d'un marin, la famille doit compter sur les aides aux pauvres. Alfred n'a apparemment pas fréquenté l'école pour cette raison.
Alfred Kordelin gagne sa vie dès l'âge de dix ans. 
Au début, il est l'aide d'une couturière aveugle. 
Il ouvre une boutique à l'âge de 19 ans avec son frère Janne.
Les affaires fonctionnent bien au début, et Alfred Kordelin a pu créer des boutiques annexes. 
Cependant, il fera faillite en raison de son inexpérience et de son excès de dettes. La vente aux enchères a été évitée par un arrangement avec les créanciers,. 
Alfred Kordelin s'installe à Tampere en 1899 en tant que marchand. 
Il investit dans l'industrie et acquiert Suomen Triko en 1903, qu'il revend en 1907. 
Il achète des magasins et des usines en faillite et les revend avec de bons profits. 
Il investit ses profits dans les industries du tissage et de la métallurgie, ce qui accroit sa richesse. 
Il investit aussi beaucoup  dans le commerce, l'équipement naval et l'industrie.
Alfred Kordelin investit aussi dans des manoirs et modernise leurs méthodes de production agricole.  
Dans les années 1910, il possède, entre autres, le manoir de Mommila, le manoir de Jokioinen et la scierie de Reposaari (fi).
Il concentre Mommila et Jokioinen sur l'élevage, et il y agrandit les superficies cultivées. Il construit de grandes granges, acquiert des vaches Ayrshire et développe un réseau de vente efficace pour les produits de l'élevage. 
Alfred Kordelin a reçu le titre de conseiller agricole en 1913.
En 1910, le futur président de la République de Finlande Risto Ryti, qui a un cabinet d'avocats à Rauma, devient l'avocat de Kordelin. 
Alfred Kordelin et Risto Ryti travailleront en étroite collaboration et Kordelin achètera  la scierie de Reposaari peu de temps avant sa mort sur les conseils de Risto Ryti.
Alfred Kordelin meurt assassiné lors de la tuerie de Mommila en 1917.
Des marins bolcheviks russes menés par un tailleur finlandais prennent en otage Alfred Kordelin, avec l'intention de le voler. 
Risto Ryti, l'avocat de Kordelin, refuse d'autoriser légalement le vol bien qu'il soit sous la menace d'une arme.
Cependant, des soldats de la garde blanche armée sont présents et la situation se  transforme en une fusillade. 
Vingt personnes dont Alfred Kordelin sont tuées. 
Risto Ryti et sa femme ont aussi failli été tués, mais ils ont réussi à s'échapper.
La plupart de ses biens ont été légués au développement de la culture par le biais de la  Fondation Alfred Kordelin,.